# Victoria Kamhi
Victoria Kamhi Arditti (Estambul, Imperio Otomano, 1902-Madrid, 21 de julio de 1997) fue una pianista y escritora turca afincada en España y esposa e inseparable colaboradora del compositor español Joaquín Rodrigo.

## Biografía
Nació en Estambul (Imperio Otomano), a orillas del Bósforo, en el año 1902. Hija de padres judíos sefarditas, su familia pertenecía a la alta burguesía turca. Su padre era otomano y su madre vienesa. Recibió una exquisita educación. Aficionada desde muy niña, comenzó sus estudios de piano con el húngaro Geza Hegyi, discípulo de Liszt, continuando con diversos maestros como el polaco-argentino Jerzy Lalewicz en Viena. Después vivió en Suiza y en París. Tras la Primera Guerra Mundial su familia perdió toda su fortuna. Sin embargo su formación continuó en París con Lazare Lévy o el español Ricardo Viñes, con quien aprendió el repertorio español. En 1928 escuchó una obra del maestro Joaquín Rodrigo, Preludio al gallo mañanero. En 1929 conoció al compositor español: para ello organizó una fiesta y lo invitó. Además, aprovechó la velada para tocar al piano algunas obras del músico de Sagunto. Se casaron en Valencia el 19 de enero de 1933. Durante la II República vivieron en Francia y en Alemania hasta el año 1939, en que regresaron a España. Tuvieron un primer hijo, que nació muerto, lo que motivó la composición por el maestro de su famoso Concierto de Aranjuez, inspirado también por la visita a Aranjuez que ambos habían hecho a esta ciudad en 1933, durante su luna de miel.

”Me enamoré primero de su música y después de él.” Victoria Kamhi

La pianista dejó su carrera para dedicarse a asistir en todo al compositor español, ciego desde la infancia, resultando su mejor colaboradora artística. Ella seleccionó los temas para una de sus obras más conocidas, Fantasía para un gentilhombre, basada en temas del compositor aragonés Gaspar Sanz, y revisó todos los manuscritos de Rodrigo. Políglota, realizó las versiones francesa y alemana de casi todas las canciones de su marido. En 1986 publicó una obra biográfica, De la mano de Joaquín Rodrigo: Historia de nuestra vida (2.ª ed. 1995), traducida al inglés con el título Hand in hand with Joaquín Rodrigo: My life at the Maestro’s side (1992). También escribió poemas en varias lenguas.
Tras su malogrado primer hijo, tuvieron una sola hija, Cecilia, nacida en enero de 1941, que casaría más tarde con el violinista Agustín León Ara y es la sucesora en el marquesado de los Jardines de Aranjuez, otorgado al maestro en 1991.
Kamhi falleció el 21 de julio de 1997, unos dos años antes que su esposo, siendo enterrados ambos en el mausoleo familiar de Aranjuez, presidido por una guitarra cubista obra del escultor Pablo Serrano. Joaquín Rodrigo le había dedicado la obra Serranilla. Cántico de la esposa, para soprano y orquesta de cámara.

## Reconocimientos
En junio de 2012 se inauguró en Aranjuez una escuela infantil que lleva su nombre.
Aranjuez tiene una calle con su nombre.
En Aranjuez hay una escuela infantil con su nombre

## Obras
- De la mano de Joaquín Rodrigo: Historia de nuestra vida, ed. Joaquín Rodrigo, S.A., Madrid, 1995 (2.ª ed. de la de 1986), ISBN 978-84-88558-14-5.
- Poemas (en varias lenguas)
- Canción del cucú, 1937, (a la que Joaquín Rodrigo puso música)